# Dream Well
Dream Well (1995-2022) est un cheval de course pur-sang anglais, élu cheval de l'année en Europe en 1998.

## Carrière de courses
Dream Well passe aux ventes de yearlings de Deauville où il ne trouve pas preneur sur le ring. Mais Jean-Louis Bouchard s'associe à l'amiable avec la famille Niárchos et le poulain est envoyé chez Pascal Bary. Pourtant né tôt dans l'année, il ne court pas à 2 ans et débute seulement en avril de ses 3 ans. Battu deux fois dans des maidens, la deuxième par un certain Sagamix, il perd sa virginité directement et de manière convaincante dans un groupe, le Prix La Force, qui lui ouvre les portes du Prix du Jockey Club. Dans le Derby français, Dream Well semble arrivé à maturité et s'impose avec autorité face à son compagnon d'entraînement Croco Rouge. Un mois plus tard, il s'aligne dans le Derby d'Irlande et y pulvérise ses rivaux, laissant à plus de quatre longueurs City Honours, qui n'avait été devancé que d'une tête par High Rise dans le Derby d'Epsom. Un champion est né semble-t-il, et Dream Well, logiquement considéré comme le meilleur 3 ans européen, devient le grand favori du Prix de l'Arc de Triomphe. Il s'y prépare dans le Prix Niel, préparatoire piégeuse où bien des 3 ans ont revu leurs ambitions à la baisse. Dream Well y subit la loi de Sagamix, qui avait manqué la saison classique pour cause de blessure, et de Croco Rouge qui lui prend le premier accessit. Et, dans un Arc disputé en terrain profond, il ne peut que figurer, terminant à la huitième place d'une course remportée par l'invaincu Sagamix. Lequel aura finalement été le meilleur 3 ans européen de l'automne quand Dream Well aura été celui du printemps. Prime au classicisme, c'est Dream Well qui est sacré devant son rival aux Cartier Racing Awards, recevant en outre le titre suprême de cheval de l'année en Europe, qu'il doit aussi à une année un peu morne sur le plan des émotions.   
Comme il doit son leadership à une génération finalement creuse. Certes Dream Well fera beaucoup mieux à 4 ans que Sagamix, vainqueur d'Arc sans lendemain dont l'acte 2 de la carrière tourne à la Bérézina. Mais il ne remportera qu'une seule course, le Prix Gontaut-Biron au cœur de l'été. À son crédit cependant, le souffle qui lui manque pour s'adjuger le Prix Ganay lors de sa rentrée, une grande régularité et une enfilade d'accessits dans des courses remportées par de véritables champions comme Daylami et le japonais El Condor Pasa. En fin de saison, il est envoyé aux États-Unis où il prend la deuxième place du Turf Classic Invitational avant d'échouer dans la Breeders' Cup Turf pour ses adieux à la compétition.   

### Résumé de carrière
| Date         | Hippodrome   | Pays        | Course                    | Statut      | Distance    | Jockey          | Place       | Écart       | Vainqueur ou deuxième |
| 1998, 3 ans  | 1998, 3 ans  | 1998, 3 ans | 1998, 3 ans               | 1998, 3 ans | 1998, 3 ans | 1998, 3 ans     | 1998, 3 ans | 1998, 3 ans | 1998, 3 ans           |
| ------------ | ------------ | ----------- | ------------------------- | ----------- | ----------- | --------------- | ----------- | ----------- | --------------------- |
| 5 avril      | Longchamp    | France      | Prix de Ferrières         | Maiden      | 2 000 m     | Cash Asmussen   | 2e / 8      | 2           | Makaruka              |
| 23 avril     | Longchamp    | France      | Prix des Marronniers      | Maiden      | 2 400 m     | Cash Asmussen   | 2e / 7      | encolure    | Sagamix               |
| 14 mai       | Longchamp    | France      | Prix La Force             | Gr. 3       | 2 400 m     | Cash Asmussen   | 1er / 7     | 1 ½         | Épistolaire           |
| 31 mai       | Chantilly    | France      | Prix du Jockey Club       | Gr. 1       | 2 400 m     | Cash Asmussen   | 1er / 13    | encolure    | Croco Rouge           |
| 28 juin      | Curragh      | Irlande     | Irish Derby               | Gr. 1       | 2 400 m     | Cash Asmussen   | 1er / 10    | 4 ½         | City Honours          |
| 13 septembre | Longchamp    | France      | Prix Niel                 | Gr. 2       | 2 400 m     | Cash Asmussen   | 3e / 6      | 11          | Sagamix               |
| 4 octobre    | Longchamp    | France      | Prix de l'Arc de Triomphe | Gr. 1       | 2 400 m     | Cash Asmussen   | 8e / 14     | 3           | Sagamix               |
| 1999, 4 ans  |              |             |                           |             |             |                 |             |             |                       |
| 2 mai        | Longchamp    | France      | Prix Ganay                | Gr. 1       | 2 100 m     | Cash Asmussen   | 2e / 5      | tête        | Dark Moondancer       |
| 4 juin       | Epsom        | Royaume-Uni | Coronation Cup            | Gr. 1       | 2 400 m     | Cash Asmussen   | 3e / 7      | 1 ¼         | Daylami               |
| 4 juillet    | Saint-Cloud  | France      | Grand Prix de Saint-Cloud | Gr. 1       | 2 400 m     | Cash Asmussen   | 3e / 10     | 5           | El Condor Pasa        |
| 15 août      | Deauville    | France      | Prix Gontaut-Biron        | Gr. 3       | 2 000 m     | Sylvain Guillot | 1er / 5     | 2 ½         | Trait de Génie        |
| 11 septembre | Leopardstown | Irlande     | Irish Champion Stakes     | Gr. 1       | 2 000 m     | Cash Asmussen   | 3e / 7      | 11          | Daylami               |
| 9 octobre    | Belmont Park | États-Unis  | Turf Classic Invitational | Gr. 1       | 2 400 m     | Cash Asmussen   | 2e / 7      | 1           | Val's Prince          |
| 6 novembre   | Santa Anita  | États-Unis  | Breeders' Cup Turf        | Gr. 1       | 2 400 m     | Cash Asmussen   | 5e / 14     | 9 ¼         | Daylami               |

## Au haras
Dream Well effectue la première partie de sa carrière d'étalon à Shadai Farm au Japon (et en Nouvelle-Zélande pour une saison), mais n'y fait pas d'étincelles. On lui doit toutefois l'honorable Admire Monarch, qui trouva un peu miraculeusement le moyen de prendre le premier accessit de l'Arima Kinen. En 2004, il revient en France, s'installe au Haras de Fresnay-Le-Buffard, le fief normand de la famille Niárchos, son tarif dégringole autour de 2 500 euros la saillie et il est orienté vers une jumenterie jumenterie d'obstacles et réussit plutôt bien dans ce domaine donnant sur le tard plusieurs chevaux de valeur. Mis à la retraite en 2016, il meurt en 2022, à 27 ans. 

## Origines
Dream Well est l'un des multiples champions engendrés par l'illustre Sadler's Wells, l'un des reproducteurs les plus influents de son temps. 
Soul Dream, la mère, n'a remporté qu'une petite course mais elle s'est révélée une poulinière d'exception pour l'élevage Niárchos puisque quatre ans après Dream Well, elle allait donné un autre champion, un autre vainqueur de Jockey Club, à savoir Sulamani (par Hernando), encore meilleur que lui et qui devait remporter pas moins de six groupe 1 au cours de sa carrière.
Il s'agit d'une famille originaire de l'élevage Widener puisque la troisième mère, Mia Pola, lauréate du Prix La Rochette, est une fille de la grande poulinière Polamia, sprinteuse de talent (Prix du Bois, placé des Prix d'Arenberg, du Gros-Chêne ou de Saint-Georges) et autrice du champion Grey Dawn (le seul cheval ayant devancé le légendaire Sea Bird, dans Grand Critérium), mais aussi Right Away (Poule d'Essai des Pouliches) et Tryptic (Prix Maurice de Gheest). 

### Pedigree
| Origines de Dream Well (FR), mâle bai née en 1995 | Origines de Dream Well (FR), mâle bai née en 1995 | Origines de Dream Well (FR), mâle bai née en 1995 | Origines de Dream Well (FR), mâle bai née en 1995 |
| ------------------------------------------------- | ------------------------------------------------- | ------------------------------------------------- | ------------------------------------------------- |
| Père Sadler's Wells                               | Northern Dancer                                   | Nearco                                            | Nearco                                            |
| Père Sadler's Wells                               | Northern Dancer                                   | Nearco                                            | Lady Angela                                       |
| Père Sadler's Wells                               | Northern Dancer                                   | Natalma                                           | Native Dancer                                     |
| Père Sadler's Wells                               | Northern Dancer                                   | Natalma                                           | Almahmoud                                         |
| Père Sadler's Wells                               | Fairy Bridge                                      | Bold Reason                                       | Hail To Reason                                    |
| Père Sadler's Wells                               | Fairy Bridge                                      | Bold Reason                                       | Lalun                                             |
| Père Sadler's Wells                               | Fairy Bridge                                      | Special                                           | Forli                                             |
| Père Sadler's Wells                               | Fairy Bridge                                      | Special                                           | Thong                                             |
| Mère Soul Dream                                   | Alleged                                           | Hoist The Flag                                    | Tom Rolfe                                         |
| Mère Soul Dream                                   | Alleged                                           | Hoist The Flag                                    | Wavy Navy                                         |
| Mère Soul Dream                                   | Alleged                                           | Princess Pout                                     | Prince John                                       |
| Mère Soul Dream                                   | Alleged                                           | Princess Pout                                     | Determined Lady                                   |
| Mère Soul Dream                                   | Normia                                            | Northfields                                       | Northern Dancer                                   |
| Mère Soul Dream                                   | Normia                                            | Northfields                                       | Little Hut                                        |
| Mère Soul Dream                                   | Normia                                            | Mia Pola                                          | Relko                                             |
| Mère Soul Dream                                   | Normia                                            | Mia Pola                                          | Polamia (famille 16-c)                            |